# Mimosybra flavomaculata
Mimosybra flavomaculata är en skalbaggsart som beskrevs av Stefan von Breuning 1964. Mimosybra flavomaculata ingår i släktet Mimosybra och familjen långhorningar.
Artens utbredningsområde är Filippinerna. Inga underarter finns listade i Catalogue of Life.